# Jatki, Tỉnh West Pomeranian
Jatki [ˈjatki] (tiếng Đức: Brendemühl) là một ngôi làng thuộc khu hành chính của Gmina wierzno, thuộc quận Kamień, West Pomeranian Voivodeship, ở phía tây bắc Ba Lan. Nó nằm khoảng 4 kilômét (2 mi)  phía tây wierzno, 9 km (6 mi) về phía đông Kamień Pomorski và 65 km (40 mi) phía bắc thủ đô khu vực Szczecin.
Trước năm 1637, khu vực này là một phần của Duchy of Pomerania. Đối với lịch sử của khu vực, xem Lịch sử của Pomerania.
Ngôi làng có dân số xấp xỉ 150.